# ヴィクター・スタインブルック
ヴィクター・スタインブルック（Victor Steinbrueck、1911年12月15日 - 1985年2月14日）は、アメリカ合衆国ワシントン州シアトルで活動した建築家、ワシントン大学の教員で、特にパイオニア・スクエアとパイク・プレイス・マーケットの保存に尽力したことで知られる。

## 経歴
スタインブルックは、ノースダコタ州マンダンに生まれ、1913年にシアトルへ移った。1930年にワシントン大学の建築学専攻に入学し、1935年に建築学士を得て卒業した。この時期には、市民保全部隊でも働いた。シアトルの様々な建築事務所で徒弟修行的に経験を積み、第二次世界大戦中は軍務に就いた後、1946年にワシントン大学建築学部の教員となった。彼はまた、自らも建築設計を手がけ、二十年以上にわたって、地元の気候になじむ、地元産の素材によって建築されたリージョナル・モダニズム建築の住宅群を生み出した。
シアトルの建築物や都市の様々な場所の特徴に向けられたスタインブルックの関心は、1950年代はじめから、1953年にシアトルでアメリカ建築家協会の全国大会が開催されたのに合わせて出版された著書『A Guide to Seattle Architecture』の当時からの物であった。スタインブルックは、その後もシアトルのユニークな特徴を意識させ、広める著書を、『Seattle Cityscape』（1962年：シアトル万国博覧会に合わせて出版された）、『Market Sketchbook』（1968年）、『Seattle Cityscape #2』（1973年）と発表し続けた。
1960年代のスタインブルックは、活発に史跡保存に関わり、他の人々とともに、シアトルの最も重要な歴史地区を一掃しようとしていた開発事業者による計画を、止めさせることに成功した。また、シアトルで最初に整備されたふたつの歴史地区、パイオニア・スクエア（1970年）とパイク・プレイス・マーケット（1971年）の創設を主導した。彼自身が手がけた建築の案件は、公共精神と社会的意識についての強い感覚に沿ったもので、低所得者層向けの住宅や、社会サービスの取り込み、ランドスケープ・アーキテクトのリチャード・ハーグとともに設計した多数の都市公園などがある。こうした公園のひとつは、後にスタインブルックの名が冠されてヴィクター・スタインブルック公園となった。
ジョン・グラハム・アンド・カンパニーの顧問としても働いていたスタインブルックは、スペースニードルの設計においても重要な役割を果たし、砂時計型の支持構造の構築に貢献した。1963年、スタインブルックは、アメリカ建築家協会のフェローに選出された。

## 著書
- Steinbrueck, Victor, A Guide to Seattle Architecture, 1850-1953, Reinhold Publishing Co., New York 1953.
- Steinbrueck, Victor, Seattle Cityscape, University of Washington Press, Seattle 1962
- Steinbrueck, Victor, Market Sketchbook, University of Washington Press, Seattle 1968
- Steinbrueck, Victor, Seattle Cityscape #2, University of Washington Press, Seattle and London 1973
- Steinbrueck, Victor, and Nyberg, Folke, A Visual Inventory of Buildings and Urban Design Resources for Seattle, Washington, Historic Seattle Preservation and Development Authority, Seattle 1975-77. - Historic Seattle で入手可能